# Barreal-Pituil
Se denomina Barreal - Pituil, al continuo urbano, formado como consecuencia de la extensión de la localidad de Barreal en la localidad vecina de Villa Pituil, perteneciente al departamento Calingasta, y ubicado en extremo suroeste de la provincia de San Juan (Argentina).
Actualmente el aglomerado tiene como principal actividad económica; primero a la agricultura, destacándose el cultivo del ajo; y segundo al turismo, ya que la zona es propicia para el desarrallo de varias actividades relacionadas con el turismo aventura y otras vinculadas con el ocio y el descanso.

## Composición
Esté aglomerado está compuesto por Barreal, la localidad de más importancia dentro del departamento Calingasta y la localidad de Villa Pituil.
- Barreal (2.382 hab.)
- Villa Pituil (820 hab.)

Cuenta con 3,202 habitantes (Indec, 2001), cuya población se espera que ascienda para el 2007 a los 5.000 habitantes, esta magnitud la sitúa como el 13º aglomerado de la provincia.